# Pseudocercospora eustomatis
Pseudocercospora eustomatis är en svampart som först beskrevs av Peck, och fick sitt nu gällande namn av U. Braun 1999. Pseudocercospora eustomatis ingår i släktet Pseudocercospora och familjen Mycosphaerellaceae.   Inga underarter finns listade i Catalogue of Life.